# گودبراند اسکاتبو
گودبراند اسکاتبو (انگلیسی: Gudbrand Skatteboe; ۱۸ ژوئیهٔ ۱۸۷۵ – ۳ آوریل ۱۹۶۵) تیرانداز اهل نروژ بود.
وی در مسابقات کشوری و بین‌المللی در مجموع برندهٔ ۴ مدال طلا، ۳ مدال نقره شده‌است.